# Las Maravillas Uno
Las Maravillas Uno är en ort i Mexiko.   Den ligger i kommunen El Porvenir och delstaten Chiapas, i den sydöstra delen av landet, 900 km sydost om huvudstaden Mexico City. Las Maravillas Uno ligger 2 358 meter över havet och antalet invånare är 191.
Terrängen runt Las Maravillas Uno är bergig åt nordväst, men åt sydost är den kuperad. Terrängen runt Las Maravillas Uno sluttar söderut. Runt Las Maravillas Uno är det ganska tätbefolkat, med 78 invånare per kvadratkilometer. Närmaste större samhälle är El Porvenir de Velasco Suárez, 6,0 km nordost om Las Maravillas Uno. Omgivningarna runt Las Maravillas Uno är en mosaik av jordbruksmark och naturlig växtlighet.